# Hierodula modesta
Hierodula modesta es una especie de mantis de la familia Mantidae que tiene las siguientes subespecies:
- Hierodula modesta dentata
- Hierodula modesta modesta